# Cantonul Tilly-sur-Seulles
Cantonul Tilly-sur-Seulles este un canton din arondismentul Caen, departamentul Calvados, regiunea Basse-Normandie, Franța.

## Comune
| Comune                     | Populație (1999) | Cod poștal | Cod INSEE |
| -------------------------- | ---------------- | ---------- | --------- |
| Audrieu                    | ...              | 14250      | 14026     |
| Bretteville-l'Orgueilleuse | ...              | 14740      | 14098     |
| Brouay                     | ...              | 14250      | 14109     |
| Carcagny                   | ...              | 14740      | 14135     |
| Cheux                      | ...              | 14210      | 14157     |
| Cristot                    | ...              | 14250      | 14205     |
| Ducy-Sainte-Marguerite     | ...              | 14250      | 14232     |
| Fontenay-le-Pesnel         | ...              | 14250      | 14278     |
| Grainville-sur-Odon        | ...              | 14210      | 14311     |
| Juvigny-sur-Seulles        | ...              | 14250      | 14348     |
| Loucelles                  | ...              | 14250      | 14380     |
| Le Mesnil-Patry            | ...              | 14740      | 14423     |
| Mondrainville              | ...              | 14210      | 14438     |
| Mouen                      | ...              | 14790      | 14454     |
| Putot-en-Bessin            | ...              | 14740      | 14525     |
| Rots                       | ...              | 14980      | 14543     |
| Sainte-Croix-Grand-Tonne   | ...              | 14740      | 14568     |
| Saint-Manvieu-Norrey       | ...              | 14740      | 14610     |
| Saint-Vaast-sur-Seulles    | ...              | 14250      | 14661     |
| Tessel                     | ...              | 14250      | 14684     |
| Tilly-sur-Seulles          | ...              | 14250      | 14692     |
| Vendes                     | ...              | 14250      | 14734     |